# Charles Errard

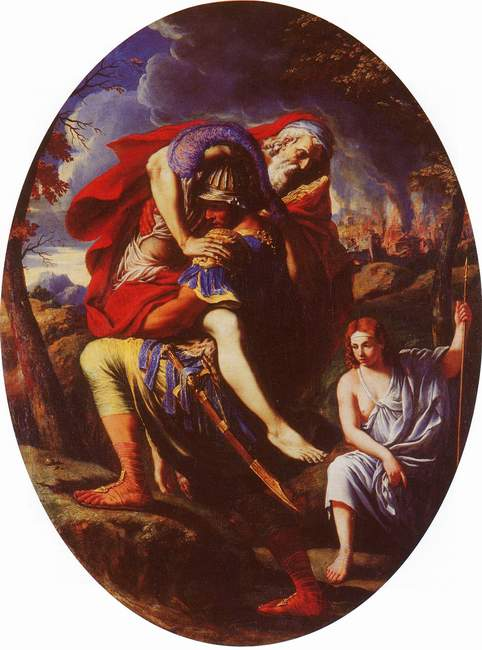
Eneas transportando a Anquises.

Charles Errard (Nantes 1606, Roma 1689) fue un pintor francés del siglo XVII.

## Biografía
Pintor del rey Luis XIV de Francia, Charles Errand sería uno de los doce fundadores de la Real Academia de Pintura y Escultura. Pasaría varios años en Roma a partir de 1627, en compañía de Claude Gellée, y se convertiría en el primer director de la Academia de Francia en Roma, en 1666.